# Советов, Александр Васильевич
Алекса́ндр Васи́льевич Сове́тов (12 [24] ноября 1826 года, с. Гульнево, Московская губерния — 24 ноября (7 декабря) 1901 года, Петербург) — русский учёный-агроном и почвовед, профессор кафедры сельского хозяйства (с 1859), декан физико-математического факультета Санкт-Петербургского университета (1888—1900).

## Биография
Родился в семье священника, первоначальное образование получил в Вифанской духовной семинарии (вып. 1846).

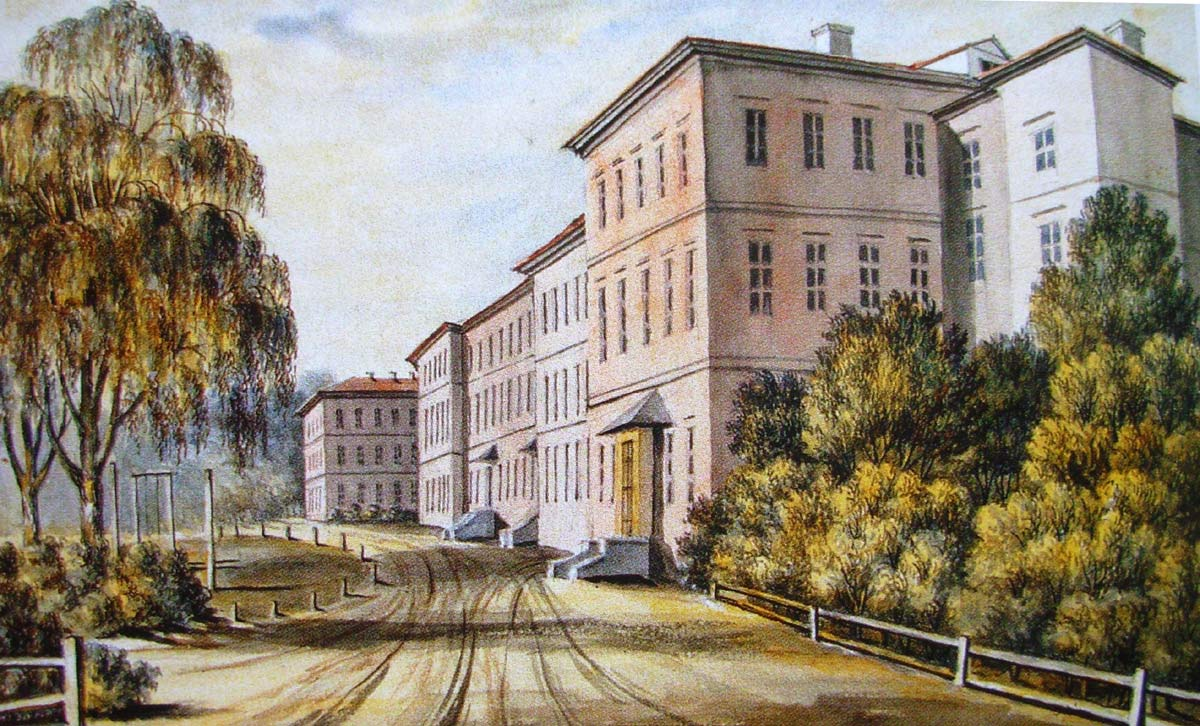
Горы-Горецкий земледельческий институт, акварель XIX века

Поступил в Горыгорецкий земледельческий институт в Могилёвской губернии, который окончил в 1850 году. По окончании курса выезжал в продолжительные командировки в прибалтийские и некоторые другие внутренние губернии России для изучения сельского хозяйства.
В 1853—1855 годах свои исследования сельского хозяйства разных стран продолжил в западной Европе (Германия, Бельгия и ряд других государств), где учился в Гогенгеймской земледельческой академии и посещал наиболее выдающиеся хозяйства.
По возвращении из Европы А.В.Советов получил сначала кафедру сельскохозяйственной технологии в Горыгорецком земледельческом институте, где преподавал до 1859 года и готовил к защите магистерскую диссертацию. Её тема, «О разведении кормовых трав», стала особенно актуальна для русского земледелия при его вступлении в новые условия в связи с крестьянской реформой, начатой после 1861 года. В этой работе А.В.Советов впервые в России доказал необходимость и возможность разведения кормовых трав не только в нечернозёмной, но и в чернозёмной полосе России, рекомендовав конкретные виды трав. Диссертацию он защитил в 1859 году в Московском университете, и в том же году был избран на кафедру сельского хозяйства Естественного отделения физико-математического факультета Санкт-Петербургского университета.
На основе систематического изучения многих исторических документов — летописей и законодательных актов — А.В.Советов проследил развитие земледелия на Руси от древних времён до современности и изложил полученные им результаты в докторской диссертации «О системах земледелия», которую он защитил в 1867 году. За годы работы в Петербургском университете А.В.Советов подготовил целую школу русских агрономов, которые возглавили затем сельскохозяйственные кафедры во многих высших учебных заведениях России.

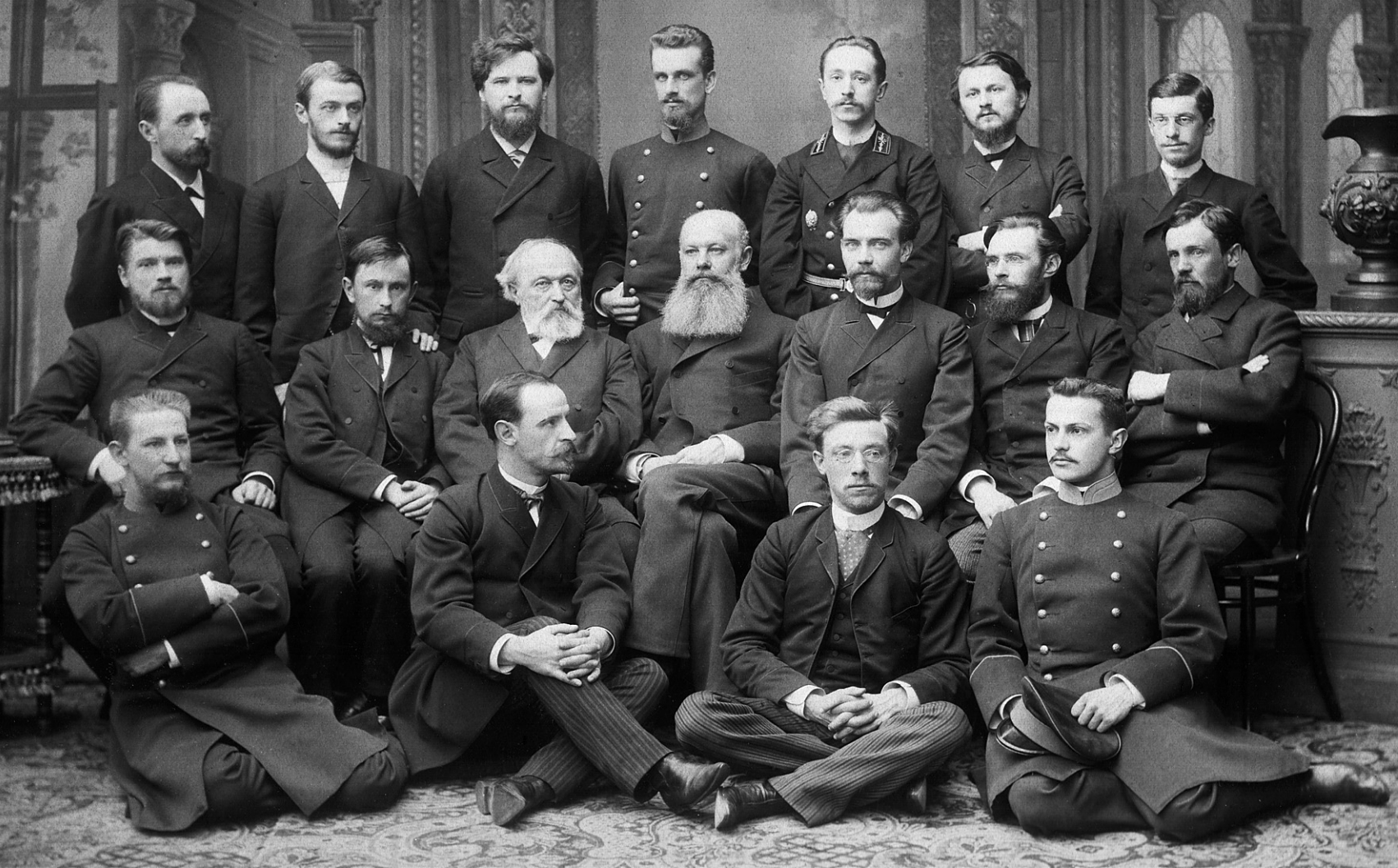
Профессора А. В. Советов и В. В. Докучаев с учениками

Вместе с В.В.Докучаевым сыграл важную роль в формировании новой науки — почвоведения. Первый курс почвоведения на кафедре агрономии стал читать его ученик П.А.Костычев. С именем С.П.Кравкова был связан новый этап в развитии почвоведения, завершившийся в 1922 году открытием самостоятельной кафедры экспериментального почвоведения.
После А.В.Советова фактическим руководителем кафедры агрономии стал ученик В.В.Докучаева — Н. П. Адамов, который специализировался в области физики почв.
В 1908 году ученик А.В.Советова С.П.Кравков защитил магистерскую диссертацию «Материалы по изучению процессов разложения растительных остатков». В 1912 году С.П.Кравков защитил докторскую диссертацию «Исследование в области изучения роли мёртвого растительного покрова в почвах», и в этом же году он был избран заведующим кафедрой агрономии, которую возглавлял в течение 26 лет, до 1939 г.
В 1888—1900 годах профессор А.В.Советов состоял деканом физико-математического факультета Императорского Санкт-Петербургского университета. По его инициативе Петербургское собрание сельских хозяев (организация, где он более четверти века состоял секретарём) в память десятилетия своего существования учредило две стипендии по физико-математическому факультету. Из них одна, магистерская, присуждалась лучшему из окончивших курс по разряду естественных наук, заявившему желание продолжать научные и практические занятия по агрономическим наукам, а вторая — одному из студентов 3 или 4 курса, который, кроме естественных наук, изберёт для своих занятий и агрономию.
Переехав в 1859 году в Петербург, А.В.Советов сразу же включился в работу Вольного экономического общества, где был сразу же избран председателем его 1-го сельскохозяйственного отделения. На этом посту он трудился почти 30 лет.
С 1860 по 1886 год Советов был также редактором «Трудов» общества. Впоследствии Вольное экономическое общество избрало его своим почётным членом, поднесло ему благодарственный адрес и присудило большую золотую медаль.
А.В.Советов также являлся почётным членом учёного комитета министерства земледелия и государственных имуществ, Московского общества сельского хозяйства, Новоалександрийского института сельского хозяйства и лесоводства и ряда других обществ.
Умер А. В. Советов в 1901 году.

## Научные труды
Основные труды А.В.Советова относятся к области земледелия (в том числе разработка рациональных способов ведения сельского хозяйства), почвоведения (изучение почв чернозёмных губерний России), животноводству и переработке продуктов сельского хозяйства. А.В.Советов критически обобщил русский и европейский опыт в области травосеяния и систем земледелия и впервые в мировой практике связал развитие систем земледелия с социально-экономическими условиями.<БСЭ, Бердышев А.П.> Им же была дана классификация систем земледелия и их история. Учение о системах земледелия в конце XIX и начале XX веков получило дальнейшее развитие в трудах А.Н.Шишкина, А.П.Людоговского, А.С.Ермолова, И.А.Стебута, В.Р.Вильямса, Д.Н.Прянишникова и др. учёных.
Помимо диссертаций «О разведении кормовых трав» и «О системах земледелия» (изд. в 1867 году) А.В.Советов издал монографии:
- Пивоваренное производство (1861);
- Публичные лекции о сельском хозяйстве, читанные в Императорском вольном экономическом обществе (1861);
- Свинья, её природные свойства, породы и проч. (1870);
- Наставление к разведению кормовых трав (1885).

Он также перевёл несколько важных зарубежных работ по сельскому хозяйству, среди них:
- Письма Либиха о нынешнем состоянии сельского хозяйства;
- «Навозы и прочие животные удобрения» Жирардена.

В 1885—96 годах совместно с В.В.Докучаевым и в 1898—1900 совместно с Н.П.Адамовым издавал «Материалы по изучению русских почв», по одному выпуску в год.
В 1896 г. А.В.Советов стал редактором сельскохозяйственного отдела «Энциклопедического Словаря Брокгауза и Ефрона». Из крупнейших написанных им статей для этой энциклопедии:
- Лён;
- Пшеница;
- Сахарная свекловица;
- Московское общество сельского хозяйства.

Статьи в журналах:
- Картофельное производство (1860);
- Агрономические заметки из путешествия по Англии летом 1862 года;
- Всероссийская выставка в Москве в 1864 году;
- О хищничестве в сельском хозяйстве (1864);
- Какие севообороты применимы в той или другой местности России (1865);
- О плодосменности в природе (1867);
- О русских артельных сыроварнях (1867);
- О значении естественных наук для сельского хозяйства (1868);
- Красный клевер в смеси с другими травами (1868);
- О природе картофеля (1868);
- Вторая балтийская сельскохозяйственная выставка (1871);
- Кормовая трава козлятник (1874);
- Сельскохозяйственная выставка в Варшаве в 1874 году;
- К характеристике устройства подмосковных имений прежнего времени (1875);
- Краткий очерк агрономического путешествия по некоторым губерниям центральной чернозёмной полосы России в течение лета 1876 года;
- Кормовые травы из семейства злаков (1877);
- Конкурс плугарей, сортировок и запашников на щигровской земской выставке (1878);
- О значении русского хлеба, как вывозного продукта (1879);
- О важнейших железнодорожных вопросах, имеющих связь с интересами сельского хозяйства (1880);
- Развитие земледельческой химии со времен Либиха (1881);
- О сельскохозяйственном отделе бывшей в Москве художественно-промышленной выставки (1882);
- О русском чернозёме (1884);
- Наставление к разведению кормовых трав (1885, краткое пособие для комитета грамотности);
- О породах крупного рогатого скота в северных губерниях России (1886);
- По поводу постоянных жалоб русских хозяев на безвыгодность земледелия (1886);
- Об искусственных удобрениях (1888);
- О значении клеверных растений в полевой культуре (1890);
- Мелиорационный кредит и состояние сельского хозяйства в России и иностранных государствах (1891);
- Об исследовании окрестностей Петербурга в сельскохозяйственном отношении (1891);
- Агрономическое путешествие по некоторым из северных губерний (1891);
- О мерах, предпринимаемых в Лифляндии к улучшению скотоводства (1893).

Избранные сочинения А. В. Советова были изданы в 1950 году.

## Семья
Сын С.А.Советов (1872—1942) — учёный-географ, профессор ЛГУ.